# Plamének celolistý
Plamének celolistý neboli plaménka celolistá (Clematis integrifolia) je rostlina z čeledi pryskyřníkovitých (Ranunculaceae).

## Popis
Jedná se o vytrvalou bylinu, která dorůstá výšky 25–60 cm s oddenkem. Lodyha je přímá, jednoduchá až chudě větvená, nahoře chlupatá, často purpurově až hnědě naběhlá. Listy jsou jednoduché, vejčité až široce kopinaté, přisedlé a vstřícné, nejčastěji 4–7,5 cm dlouhé a 2,5–4 cm široké, na okraji pýřité, celokrajné. Květy mají asi 3–5 cm v průměru, jsou modré až tmavě fialové, vyrůstají zpravidla jednotlivě na dlouhých stopkách. Okvětní lístky jsou nejčastěji 4, lysé, jen na okraji s plstnatým lemem, kopinaté až úzce vejčité, nejčastěji 35–45 mm dlouhé. Ve skutečnosti se ale jedná o petalizované (napodobující korunu) kališní lístky, kdy korunní lístky chybí. Kvete v květnu až v červnu. Tyčinek je mnoho. Gyneceum je apokarpní, pestíků je mnoho. Plodem je nažka, která je asi 4,5–5,5 mm dlouhá, na vrcholu zakončená asi 4–5 cm dlouhým zahnutým chlupatým přívěskem. Nažky jsou uspořádány do souplodí. Počet chromozómů je 2n=16.

## Rozšíření
Plamének celolistý je přirozeně rozšířen ve střední až jihovýchodní Evropě, na východ přes Kavkaz až do střední Asie a na západní Sibiř. V České republice rostl kdysi dávno na Břeclavsku, naposledy udáván v roce 1912. Byl veden jako vyhynulý druh flóry ČR. Na území sousedního Slovenska a Rakouska je však poměrně běžný v loukách sv. Cnidion venosi v nivě řeky Moravy. V roce 2009 byl i v ČR znovu nalezen u Lanžhota. Proto je dnes považován za kriticky ohrožený druh flóry ČR.